# 元年式步槍
元年式步槍的设计原型是德國毛瑟M1898步槍，最早的稱呼為光緒三十三年式步槍，是清政府原本计划取代漢陽八八式步槍和快利步槍的一款新式国产步枪，使用6.8×57毫米尖頭彈。

## 設計及歷史

### 清末
清政府在二十世紀初向毛瑟訂購了一批毛瑟1904年型， 其子彈為7.92x57mm縮減(neck down)的6.8x57mm， 這段歷史目前尚無詳細的資料， 需要作進一步研究。 但是已知的是， 這是一次正式的合約採購， 而且6.8mm是中國人提出的， 因為在美國的亞伯丁軍械試驗場博物館(Aberdeen Proving Ground Museum)中， 尚有一把曼利夏(Mannlicher-Schoerauer)的6.8mm步槍， 可見當時曾經採用競標的方式， 最後決定交由毛瑟生產。 這一批槍並未完全交貨， 因為清政府後來付不出錢來， 因此有一部份留在倉庫中， 第一次世界大戰爆發， 經改膛為7.92mm後， 配發給德軍。 這一型步槍通稱為中國合約1907年式。
在當時，中國人普遍因為營養不良，所以體格瘦弱矮小，因此當時要開發元年式步槍時，就決定以6.8×57毫米口徑的尖頭彈藥來設計，因為6.8×57毫米口徑的子彈後座力小，使用時較適合當時中國人瘦弱矮小的體格，而且訓練新兵時新兵也容易適應。若是已原先漢陽造步槍的7.92×57毫米口徑的子彈。以及快利步槍.303 British 7.7×56毫米R口徑的子彈的話，那後座力強，恐怕當時一般中國士兵很難適應，這樣的彈藥口徑設計思維，就跟日本的三八式步槍初期的所設計的6.5×50mm有坂子彈概念差不多，而三八式步槍總共開發過三種不同的彈藥。
這種6.8×57毫米的尖頭彈的彈殼和毛瑟7.92×57毫米步槍彈相同，彈頭為尖彈而其質量為9.01克，由元年式步槍發射的話其子彈初速為860米/秒。
不過這種6.8×57毫米的尖頭彈藥也有個缺點，就跟日本三八式步槍的6.5×50mm有坂子彈差不了多少，雖然元年式步槍跟三八式步槍比殺傷力較強，不過也只是稍微強一點點，整體而言還是殺傷力偏弱，只要沒傷到要害，幾乎都是輕傷。所以後來清廷又開始想要考慮繼續沿用以漢陽造步槍為主的7.92×57毫米口徑的子彈，不過改回7.92×57毫米口徑的子彈這樣的計畫，一直到清朝滅亡前都一直沒有再去執行。

### 民國

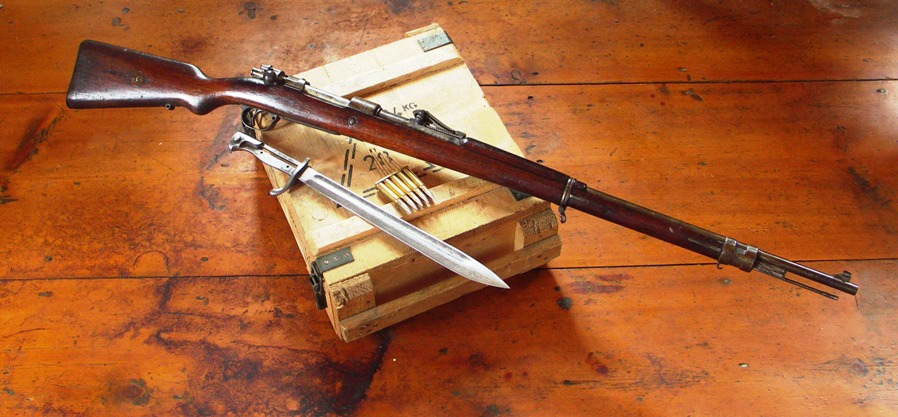
元年式步槍即是6.8毫米口徑的毛瑟M1898式步槍，四年式步槍就完全等同是中國仿製的毛瑟M1898式步槍(7.92毫米口徑)

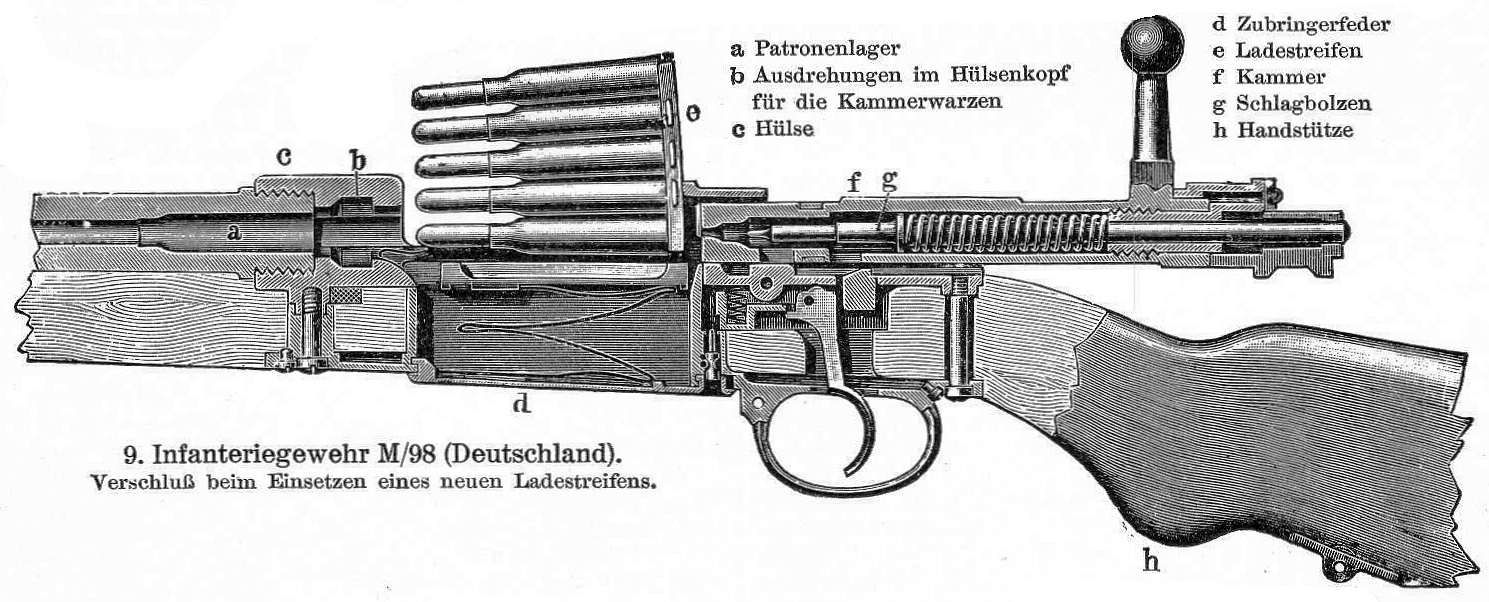
四年式步槍的內部結構

民國建立之後光緒三十三年式步槍就被改稱為元年式步槍，在中正式步騎槍還未出現前，元年式步槍和漢陽造步槍以及快利步槍。到了民國四年，中國各地有些兵工廠開始認為6.8×57毫米口徑的子彈殺傷力太弱，這樣是不可取的；另外，有的兵工廠更是覺得，中國固有的彈藥生產線一直都是生產7.92×57毫米毫米口徑的子彈，如果要再開發一條新的生產線又要在花上很多資金，而且現有的生產線要維持也已經是很不容易了。所以元年式步槍原本在前清時想改回7.92×57毫米口徑的子彈這樣的計畫，終於在北洋政府的統一制訂下，一律將元年式步槍改膛為口徑為7.92×57毫米尖頭彈藥，元年式步槍後來的名稱也被叫做四年式步槍，但當時由於後勤補給的原因，有部份四年式步槍仍使用漢陽造步槍的7.92×57毫米圓頭彈，例如由鞏縣兵工廠生產的四年式。
元年式步槍量產的主要兵工廠為廣東兵工廠與鞏縣兵工廠，所以孫中山在建立時黃埔軍校時，因此曾洽詢廣東兵工廠協助撥交武器供黃埔軍校建軍之用，當時的廠長馬超俊頂住各方壓力提撥了500桿步槍協助黃埔軍校建軍。在國民革命軍東征時，原先為廣州國民政府的盟友之滇桂军阀在孫中山死後反叛佔據廣州，國民革命軍鎮壓反叛軍時造成廣東兵工廠受損，影響元年式步槍的量產。至南京國民政府時代，完整控制廣東軍政權力的陳濟棠招攬了前漢陽兵工廠廠長鄧演存，由他主持將兵工廠產線調整生產FN1930步槍，廣東的元年式步槍在1930年代初即結束量產。而鞏縣兵工廠的元年式則是在民國二十四年（1935年）由中正式步槍給替換，元年式的主要產線在1935年皆已停產。到抗戰時期已無產製新的元年式步槍，因此在正規部隊中配備的比例逐漸下降，大部分成為地方保安團或是警防民團的武器。